# Hermann Schmitt-Vockenhausen

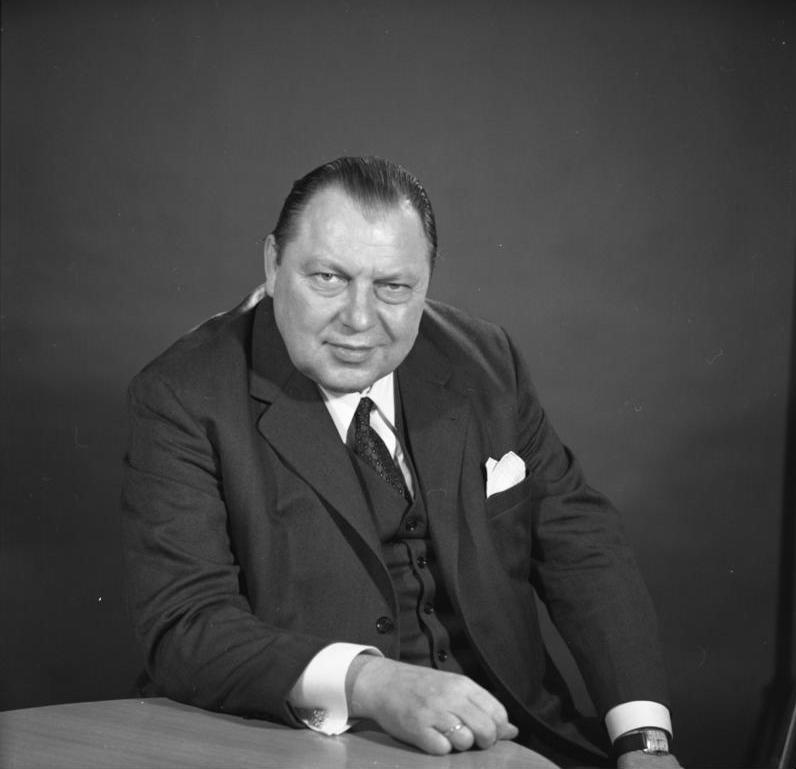
Hermann Schmitt-Vockenhausen (1969)

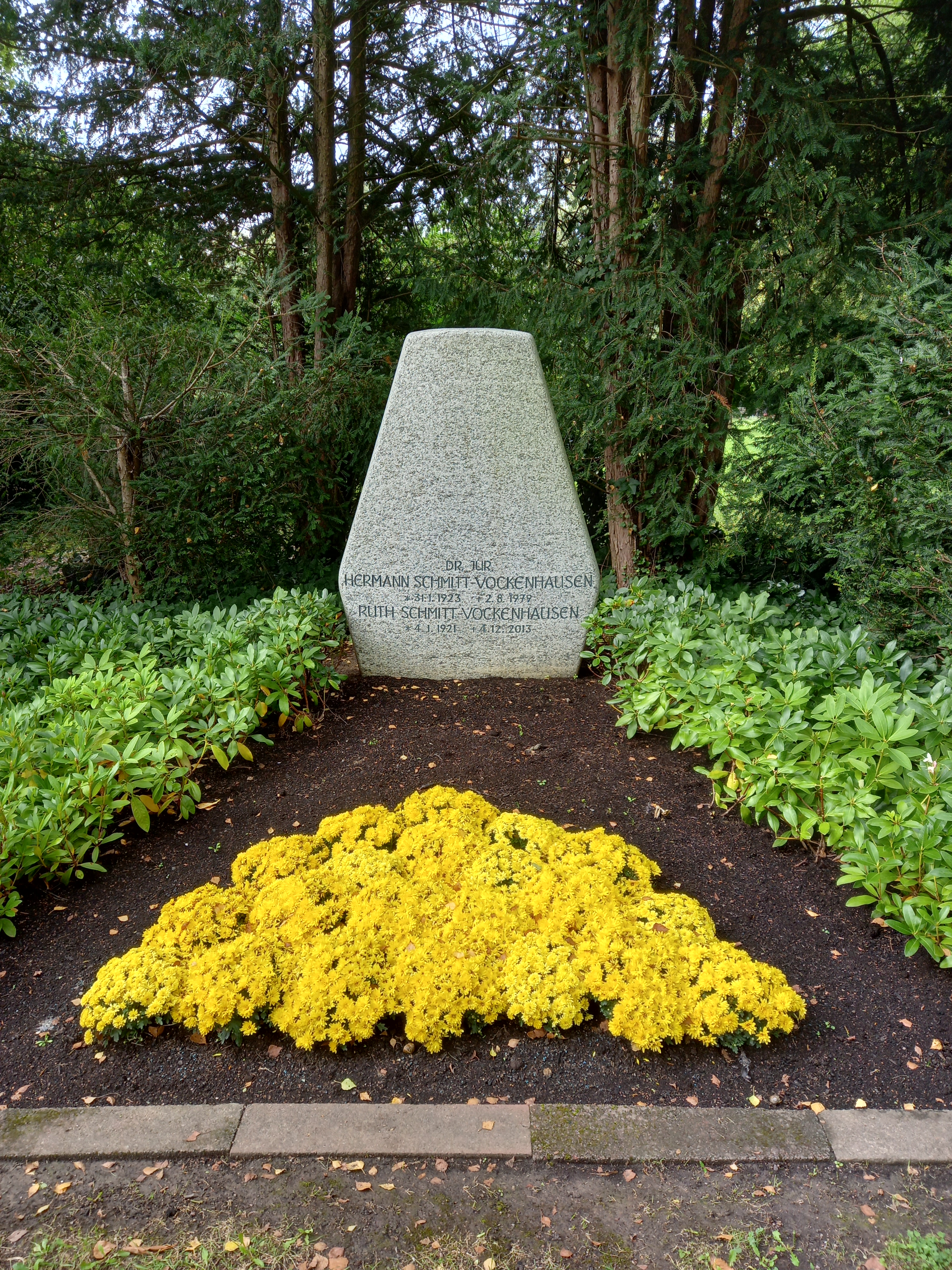
Das Grab von Hermann Schmitt-Vockenhausen und seiner Ehefrau Ruth geborene Schulz auf dem Friedhof Höchst in Frankfurt am Main

Hermann Schmitt-Vockenhausen (* 31. Januar 1923 in Vockenhausen; † 2. August 1979 in Koblenz) war ein deutscher Politiker der SPD.

## Leben und Beruf
Schmitt-Vockenhausen wurde als Hermann Schmitt im Januar 1923 in Vockenhausen (Taunus, seit 1977 Stadtteil von Eppstein) als Sohn des aus Beselich-Obertiefenbach stammenden Lehrers Valentin Schmitt und seiner Ehefrau Katharina geborene Wolf geboren. Am 12. Juni 1941 beantragte er die Aufnahme in die NSDAP und wurde zum 1. September desselben Jahres aufgenommen (Mitgliedsnummer 8.658.556). Von 1941 bis 1945 war er Soldat im Zweiten Weltkrieg. 1946 wurde er als Person anerkannt, die während des Nazi-Regimes aus politischen, rassischen oder religiösen Gründen in Haft war. Von Oktober 1945 bis 1948 war er Referent für allgemeine Verwaltung und Haushaltsfragen im Hessischen Innenministerium. 1947 bis 1950 studierte er Jura. Von Januar bis Juni 1949 war er hauptamtlicher Lehrer und Leiter des Verwaltungsseminars Wiesbaden im Hessischen Verwaltungsschulverband. Ab 1950 leitete er den Verlag Dr. Max Gehlen (Bad Homburg, Berlin, Zürich) und war Inhaber der Norddeutschen Verlagsanstalt O. Goedel (Hannover) und des Verlags für Bürotechnik (Frankfurt am Main).
Da er zur Unterscheidung von den diversen anderen Schmitts und Schmidts im Deutschen Bundestag seinen Wohnort hinzugesetzt bekam, wurde er auch außerhalb des Parlaments bald nur noch Schmitt-Vockenhausen genannt, so dass er diesen Namen 1960 auch offiziell annahm.
Schmitt-Vockenhausen hatte Rechtswissenschaften studiert und im Verwaltungsrecht promoviert.
Hermann Schmitt-Vockenhausen war seit 1951 mit Ruth, geborene Schulz (1921–2013), verheiratet. Das Ehepaar hatte eine gemeinsame Tochter, Monika (* 1955), die ebenfalls eine Laufbahn als Verwaltungsjuristin einschlug. Seine Frau gründete 1982 die Dr. Hermann Schmitt-Vockenhausen-Stiftung; sie wird seit ihrem Tod 2013 von der Tochter Monika Schmitt-Vockenhausen geleitet.
Partei
Schmitt-Vockenhausen war seit 1946 Mitglied der SPD. Innerhalb der SPD gehörte er zu den Verfechtern des Mehrheitswahlrechts.

## Abgeordneter
Schmitt-Vockenhausen gehörte dem Deutschen Bundestag von 1953 bis zu seinem Tode an. Er vertrat den Wahlkreis Groß-Gerau im Parlament. 1953 war er nach seinem Fraktionskollegen Karl Wienand der zweitjüngste Abgeordnete des Bundestages. Am 25. Januar 1961 wurde er Vorsitzender des Innenausschusses des Bundestages und blieb dies bis 1969. Gleichzeitig war er Vorsitzender das Arbeitskreises für Innenpolitik der SPD-Fraktion, anschließend bis 1972 des Arbeitskreises „Innen, Bildung und Sport“. Seit 1969 war er Vizepräsident des Bundestages. Vom 7. November 1963 bis zum 21. April 1964 war er Vorsitzender des „Parlamentarischen Untersuchungsausschusses zur Überprüfung der durch das Bundesamt für Verfassungsschutz über alliierte Dienststellen eingeleiteten Verfahren zur Post-, Telefon- oder Fernschreibüberwachung (sog. Telefon-Abhöraffäre)“. 1969 bis 1972 war er Vorsitzender der Diätenkommission des Parlaments, anschließend bis zu seinem Tode 1979 Vorsitzender der Unterkommission für die Rechtsstellung der Abgeordneten. Vom 10. Dezember 1975 bis 1976 war Schmitt-Vockenhausen stellvertretender Vorsitzender des „Sonderausschusses zur Vorbereitung und Erarbeitung eines Gesetzes zur Ausführung des Artikels 48 GG“.

## Ehrenämter
- langjähriger Vorsitzender des Kreistages des Main-Taunus-Kreises (1952 – 1977)
- Mitglied der Stadtverordnetenversammlung Bad Soden/Ts., ab 1968
- Vorsitzender des Hessischen Landesverbandes der Schutzgemeinschaft Deutscher Wald,
- ab 1966 Präsident Deutsch-Ibero-Amerikanische Gesellschaft, Frankfurt/M.
- Schmitt-Vockenhausen war Mitglied des Zentralkomitees der deutschen Katholiken und Präsident des Deutschen Städte- und Gemeindebundes.

## Auszeichnungen
- 1973: Freiherr-vom-Stein-Plakette
- 1975: Großes Goldenes Ehrenabzeichen am Bande der Republik Österreich
- 1975: Plakette „Dem Förderer des deutschen Buchhandels“
- 1975: Ehrendoktorwürde der Seoul National University, Korea
- 1976: Großes Verdienstkreuz mit Stern und Schulterband des Verdienstordens der Bundesrepublik Deutschland

## Veröffentlichungen
- Hermann Schmitt-Vockenhausen: Die Wahlprüfung in Bund und Ländern unter Einbeziehung Österreichs und der Schweiz. Ein Beitrag zum Wesen der Demokratie, Promotion zum Dr. jur., Freie Universität Berlin, 1969
- Durchgangsstation und sonst nichts? Zur Gesetzgebungsarbeit des Bundestages. In: Emil Hübner, Heinrich Oberreuter, Heinz Rausch: Der Bundestag von innen gesehen. München 1969, S. 137–149.
- Zum Selbstverständnis des Parlaments. In: Horst Hensel: République en miniature. Eine Schrift für Alfred Gleisner. Köln 1974, S. 35–45.
- Zehn Jahre Parteiengesetz. Vorzüge und Schwächen. In: ZParl. Heft 4, 1977, S. 525–527.
- Leben für die oder von der Politik? Der Abgeordnete im Widerspruch der Erwartungen. In: Hartmut Klatt: Der Bundestag im Verfassungsgefüge der Bundesrepublik Deutschland. Bonn 1980, S. 87–91.